# Bota de Oro 2004-05
La Bota de Oro 2004-05 fue un premio entregado por European Sports Magazines al futbolista que logró la mejor puntuación luego de promediar los goles obtenidos en la temporada europea.
Los ganadores de este premio fueron el francés Thierry Henry y el uruguayo Diego Forlán por haber conseguido 25 goles. Henry militaba en el equipo inglés del Arsenal cuando obtuvo el reconocimiento, mientras que Forlan jugaba para el Villarreal español. Fue la segunda vez que el premio lo ganaron dos futbolistas, debido a que en la temporada 1989-90, la bota de oro la compartieron Hristo Stoichkov y Hugo Sánchez.

## Resultados
| Posición | Futbolista          | Club                  | Campeonato     | Goles | Puntaje |
| -------- | ------------------- | --------------------- | -------------- | ----- | ------- |
| 1        | Thierry Henry       | Arsenal Football Club | Premier League | 25    | 50      |
| 1        | Diego Forlán        | Villarreal C. F.      | La Liga        | 25    | 50      |
| 3        | Samuel Eto'o        | F. C. Barcelona       | La Liga        | 24    | 48      |
| 3        | Marek Mintál        | F. C. Núremberg       | Bundesliga     | 24    | 48      |
| 3        | Cristiano Lucarelli | Livorno Calcio        | Serie A        | 24    | 48      |